# きみが還る場所
『きみが還る場所』（原題:90 Minutes in Heaven）は2015年に公開されたアメリカ合衆国のドラマ映画である。監督はマイケル・ポーリッシュ、主演はヘイデン・クリステンセンが務めた。本作はセシル・マーフィとドン・パイパーが2004年に発表したノンフィクション『90 Minutes in Heaven』を原作としている。
本作は日本国内で劇場公開されなかったが、2016年7月6日にDVDが発売された。

## 概略
1989年1月、テキサス州。ドン・パイパー牧師は交通事故に巻き込まれ、駆けつけた救急隊員によって死亡が確認された。ところが、それから90分後、ドンは奇跡的に息を吹き返した。しかし、事故で追った怪我は極めて深刻なもので、ドンは元の日常に復帰するための様々な困難に直面することになった。そんなドンを支えたのが愛する家族と「確かに自分はあのとき天国を見た」という信仰であった。

## キャスト
※括弧内は日本語吹替
- ドン・パイパー牧師：ヘイデン・クリステンセン（阪口周平）
- エヴァ・パイパー：ケイト・ボスワース（永吉ユカ）
- セシル・ボーモント：ドワイト・ヨアカム（岡井克升）
- ジェイ・B・パーキンス：フレッド・トンプソン（佐々木省三）
- クリフ・マカードル：マイケル・W・スミス（佐久間元輝）
- ディック・ワンレッカー：マイケル・ハーディング
- メアリー・ネル：ローダ・グリフィス
- グライダー医師：マーシャル・ベル
- ニコール・パイパー：エリザベス・ハンター（相川奈都姫）
- デヴィッド：ジェイソン・ケネディ（藤巻大悟）

## 製作
2015年1月7日、ヘイデン・クリステンセンとケイト・ボスワースの起用が発表された。本作の主要撮影は同月26日にジョージア州アトランタで始まり、3月に終了した。

## マーケティング・興行収入
2015年7月8日、サミュエル・ゴールドウィン・フィルムズが本作の全米配給権を獲得したと報じられると共に、本作の予告編が公開された。9月11日、本作は全米878館で封切られ、公開初週末に203万ドルを稼ぎ出し、週末興行収入ランキング初登場9位となった。

## 評価
本作に対する批評家の評価は芳しいものではない。映画批評集積サイトのRotten Tomatoesには23件のレビューがあり、批評家支持率は26%、平均点は10点満点で4.6点となっている。また、Metacriticには9件のレビューがあり、加重平均値は28/100となっている。